# Obszar metropolitalny
Obszar metropolitalny – spójny funkcjonalnie wielkomiejski układ wielu jednostek osadniczych oraz terenów o wysokim stopniu zurbanizowania, którego główną cechą jest występowanie funkcji metropolitalnych, a także powiązań funkcjonalnych i ekonomicznych. Obszar metropolitalny obejmuje strefę o znacznym bezpośrednim zasięgu stałego oddziaływania oraz tereny potencjalnych możliwości rozwojowych.
Obszar metropolitalny jest głównym, wielofunkcyjnym ośrodkiem danego regionu, w którym skupiają się funkcje wyższego rzędu: ekonomiczne, naukowe i kulturalne.
Granice obszaru metropolitalnego mogą przekraczać granice jednostek administracyjnych czy państw.
We współczesnym świecie, w krajach rozwiniętych, kontakty między regionami następują właśnie poprzez ich obszary metropolitalne, które pozostają ze sobą w powiązaniach komunikacyjnych i instytucjonalnych.
Rozwijające się obszary metropolitalne tworzą rozległe, gęsto zaludnione i wysoko zurbanizowane obszary zwane megalopolis.

## Definicja statystyczna

Proces delimitacji obszaru metropolitalnego (czerwony obrys) na przykładzie Genui (czerwone wypełnienie) oraz jej obszaru dojazdów do pracy (różowe wypełnienie).

W 2020 r. Komisja Europejska, Organizacja Narodów Zjednoczonych do spraw Wyżywienia i Rolnictwa, UN-Habitat, Międzynarodowa Organizacja Pracy, Organizacja Współpracy Gospodarczej i Rozwoju oraz Bank Światowy wspólnie opracowały nowe definicje delimitacji obszarów miejskich, podmiejskich oraz wiejskich. Ujednolicenie definicji ma umożliwić przeprowadzanie wartościowych porównań danych statystycznych na poziomie globalnym, co w konsekwencji ma pozwolić na prowadzenie opartej na faktach polityki zrównoważonego rozwoju oraz mierzalność wypełniania jej celów.
Na podstawie tych delimitacji wyznaczany jest obszar metropolitalny (nazywany również funkcjonalnym obszarem miejskim – ang. functional urban area, FUA), który obejmuje aglomerację miejską oraz otaczający ją obszar o mniejszej gęstości zaludnienia, powiązany funkcjonalnie – tj. obszar podmiejski o wspólnym z miastem rynku pracy. Obszar ten może zawierać również tereny zaklasyfikowane jako wiejskie, jeśli są powiązane funkcjonalnie z głównym miastem. Za obszar podmiejski uznaje się spójne terytorialnie małe jednostki podziału administracyjnego, w których co najmniej 15% pracujących mieszkańców pracuje w mieście głównym.
W przeszłości funkcjonalny obszar miejski był również określany terminem szersza strefa miejska (ang. larger urban zone, LUZ).

## Cechy obszaru metropolitalnego
Obszar metropolitalny według Bohdana Jałowieckiego stanowi jednostkę terytorialną, posiadającą takie cechy jak:
1. zdolność do międzynarodowej współpracy, zgodnie z którą może współpracować z zagranicą w zakresie przyjmowania czynników produkcji, usług, towarów i siły roboczej,
2. kreatywność na arenie międzynarodowej, co oznacza umożliwienia funkcjonowania na jej terytorium zagranicznych firm, organizacji, placówek dyplomatycznych itd.,
3. zdolności do eksportu przedsiębiorstw, banków, instytucji,
4. rozwinięta komunikacja lądowa i powietrzna,
5. dostępność telekomunikacyjna poprzez sprawne działanie poczty, telefonów, Internetu i ruchu turystycznego,
6. rozwinięty sektor usług, zdolny do sprawnej obsługi biznesu,
7. medialność i posiadanie ośrodków masowego przekazu o znaczeniu ogólnokrajowym,
8. obecność na terenie metropolii instytucji krajowych i regionalnych organizacji o uznanej na arenie międzynarodowej marce,
9. paradyplomacja, realizowana za pośrednictwem przedstawicieli metropolii w innych miastach bądź za granicą,
10. zdolność do organizowania imprez i spotkań w skali międzynarodowej[9].

## Obszar metropolitalny a aglomeracja
Ze zjawiskiem obszaru metropolitalnego związane jest również (lecz nie tożsame) pojęcie aglomeracji. Pojęcie aglomeracji odnosi się jedynie do spójnego terytorialnie obszaru miejskiego i przyległego obszaru podmiejskiego (powiązanie obszarów zurbanizowanych), natomiast pojęcie obszaru metropolitalnego obejmuje również powiązane społeczno-ekonomicznie z aglomeracją obszary wiejskie i miasta satelickie (integracja funkcjonalna).
Pomimo tego rozróżnienia pojęciowego, tradycyjnie w polskiej geografii obszary metropolitalne określane były zwykle terminem „aglomeracja”, choć już w latach 70. XX w. utożsamianie tych dwóch pojęć było przedmiotem dyskusji i kontrowersji w polskim środowisku naukowym.

## Obszary metropolitalne w Polsce
W Polsce pojęcie obszaru metropolitalnego zostało użyte po raz pierwszy w 1968 r. przez Główny Urząd Statystyczny. Definicja nawiązywała do ówczesnych zaleceń ONZ oraz do zdefiniowanych w Stanach Zjednoczonych statystycznych obszarów metropolitalnych, jednak nie uwzględniała powiązań funkcjonalnych.
Według ustawy z 2003 r. obszar metropolitalny jest obszarem wielkiego miasta oraz powiązanego z nim funkcjonalnie bezpośredniego otoczenia, ustalony w koncepcji przestrzennego zagospodarowania kraju (KPZK).
W 2011 r. rząd przyjął Koncepcję Przestrzennego Zagospodarowania Kraju 2030, w której uznano, że za metropolie można uznać te ośrodki (wraz z ich obszarami funkcjonalnymi), które stanowią centra zarządzania gospodarczego na poziomie krajowym, mają duży potencjał gospodarczy (ponadkrajową atrakcyjność inwestycyjną), oferują szereg usług wyższego rzędu i pełnią funkcje symboliczne, charakteryzują się wysoką zewnętrzną atrakcyjnością turystyczną, dużymi możliwościami edukacyjnymi i tworzenia innowacji (rozbudowane szkolnictwo wyższe, obecność jednostek naukowych i badawczo-rozwojowych), mają zdolność do utrzymywania relacji handlowych, naukowych, edukacyjnych, kulturowych z międzynarodowymi metropoliami oraz charakteryzują się wysoką wewnętrzną i zewnętrzną dostępnością transportową. W koncepcji zwrócono uwagę, że oprócz Warszawy inne polskie miasta mają słabo rozwinięte funkcje metropolitalne w porównaniu do miast z Europy Zachodniej. W związku z tym wyznaczono ośrodki metropolitalne na podstawie kryteriów odnoszących się głównie do funkcji w systemie osadniczym kraju. Koncepcja wskazuje, że gdyby nie takie podejście, w Polsce byłby wyznaczony tylko jeden obszar metropolitalny, tj. Warszawy. Do wyznaczenia ośrodków metropolitalnych przyjęto następujące kryteria:
- liczba ludności w ośrodku metropolitalnym powyżej 300 tys. mieszkańców; zatrudnienie w sektorze usług rynkowych (pośrednictwo finansowe oraz obsługa nieruchomości i firm powyżej 40 tys.,
- liczba studentów kształcących się w danym mieście w roku akademickim 2007/2008 powyżej 60 tys.,
- współpraca instytucji naukowo-badawczych w 5. i 6. Programie ramowym UE,
- lokalizacja portu lotniczego obsługującego ruch pasażerski,
- lokalizacja hoteli cztero- i pięciogwiazdkowych,
- międzynarodowe wystawy w obiektach działalności wystawienniczej w latach 2006–2008.

Koncepcja zawiera listę spełniających powyższe kryteria ośrodków metropolitalnych:
- Warszawa,
- Aglomeracja górnośląska (główny ośrodek Katowice),
- Kraków,
- Łódź,
- Trójmiasto,
- Poznań,
- Wrocław,
- bipol Bydgoszczy z Toruniem,
- Szczecin,
- Lublin.

W 2012 r. Koncepcja Przestrzennego Zagospodarowania Kraju 2030 nie wskazała granic obszarów metropolitalnych, jednakże ujęła hierarchiczny system planowania strategii rozwoju kraju, gdzie wskazane jest, że delimitacja obszarów funkcjonalnych określonych w KPZK 2030 odbędzie się na poziomie wojewódzkim. Wskazano także, że szczegółowe kryteria delimitacji obszarów funkcjonalnych zostaną opracowane przez zespoły rządowo-samorządowe jako element planu realizacji KPZK 2030.
W 2017 r. przyjęto w Polsce Ustawę o związku metropolitalnym w województwie śląskim, w której określono związek metropolitalny jako właściwą formę prawną dla obszaru metropolitalnego konurbacji górnośląskiej. Ustawa określa, że związek jest zrzeszeniem gmin charakteryzujących się istnieniem silnych powiązań funkcjonalnych oraz zaawansowaniem procesów urbanizacyjnych, położonych na obszarze spójnym pod względem przestrzennym. Ustawa określiła dla województwa śląskiego kryterium mieszkańców na co najmniej 2 mln mieszkańców. Obecnie polskie ustawodawstwo określa możliwość powstawania związku metropolitalnego tylko w województwie śląskim. 1 lipca 2017 r. został utworzony związek metropolitalny pod nazwą „Górnośląsko-Zagłębiowska Metropolia”.
Zgodnie z przyjętą w 2011 r. przez Komisję Europejską oraz Organizację Współpracy Gospodarczej i Rozwoju definicją funkcjonalnego obszaru miejskiego, według Głównego Urzędu Statystycznego w 2022 r. w Polsce wyznaczonych jest 58 obszarów metropolitalnych.

### Zewnętrzne analizy obszarów metropolitalnych
W ramach programu ESPON nr 1.4.3. pt. „Study on urban function” zidentyfikowano obszary funkcjonalne FUA (ang. Functional Urban Area), gdzie wyróżniono Europejskie Metropolitalne Obszary Wzrostu MEGA (ang. Metropolitan European Growth Areas). Wśród MEGA wydzielono 4 charakterystyczne kategorie metropolii. Do takich obszarów zaliczono 8 ośrodków w Polsce:
- potencjalna metropolia europejska (III rzędu, ang. potential MEGA)
  - Warszawa
- słabo wykształcone metropolie europejskie (IV rzędu, ang. weak MEGA)
  - Kraków
  - Katowice (konurbacja górnośląska)
  - Trójmiasto (Gdańsk–Gdynia–Sopot)
  - Poznań
  - Wrocław
  - Łódź
  - Szczecin

W ramach wspomnianego programu ESPON nr 1.4.3. opracowano też delimitację 151 Funkcjonalnych Obszarów Miejskich (w zasadzie dla wszystkich miast powyżej 20 tys. mieszkańców). Delimitacja ta (z 2006 r.) została zamieszczona później w Eksperckim Projekcie Koncepcji Przestrzennego Zagospodarowania Kraju z grudnia 2008 r., przygotowanym w Instytucie Geografii i Przestrzennego Zagospodarowania PAN dla Ministerstwa Rozwoju Regionalnego. W 2012 roku na zamówienie Ministerstwa Rozwoju Regionalnego w Instytucie Geografii i Przestrzennego Zagospodarowania PAN pod kierunkiem prof. Przemysława Śleszyńskiego opracowano „Delimitację Miejskich Obszarów Funkcjonalnych stolic województw”. Delimitacja ta stała się podstawą do dyskusji nad utworzeniem spójnej sieci miejskich obszarów funkcjonalnych.